# Sekundærrute 155
Sekundærrute 155 begynder få kilometer nord for Svebølle på Vestsjælland, hvor den krydser Skovvejen, Primærrute 23. Derfra fortsætter den mod øst gennem Snertinge, Svinninge, Holbæk, Vipperød, Gevninge og Svogerslev til Roskilde. Ruten forløber nogenlunde parallelt med Primærrute 23, dog i et nordligere forløb frem til Holbæk, men krydser Holbækmotorvejen, som Primærrute 23 udmunder i, flere gange frem til Roskilde.
Ved Holbæk går ruten sydvest om byen ad Omfartsvejen, og den ender i krydset med Ringstedvej, få kilometer syd for Roskilde. Dels på grund af kødannelse på Holbækmotorvejen i morgenmyldretiden, er den inderste del af ruten hårdt belastet af såkaldt sivetrafik, dvs. trafikanter, som ønsker at undgå kødannelse. Det handler dog også om, at vejen betjener lokaltrafik fra Gevninge og Svogerslev til/fra motorvejsnettet.
Sekundærrute 155 er ca. 56 km lang.